# Кристоф Кевенхюлер-Айхелберг
Кристоф Кевенхюлер-Айхелберг (на немски: Christoph Khevenhüller von Aichelberg; * 24 декември 1503, замък Щрасбург; † 3 април 1557) е благородник от род Кевенхюлер, фрайхер, господар на Айхелберг до Вернберг в Каринтия, военен министър в двора на крал Фердинанд I. През 1541 г. той става ландес-хауптман на Каринтия.

## Живот
Той е син на Августин Кевенхюлер-Хардег († 4 март 1516) и съпругата му Зигуна фон Вайсприах († 1539), дъщеря на Улрих фон Вайсприах († 1503) и Гертрауд фон Хоенварт († сл. 1511). Внук е на Ханс Кевенхюлер, бургграф на Федераун († 1462) и съпругата му фон Линдег. Брат е на Зигмунд Кевенхюлер фон Айхелберг (1507 – 1552), господар на Хоен-Остревиц.
Фамилията Кевенхюлер се мести през 11 век от Кевенхюл (при Байлнгриз в Горен Пфалц) в Каринтия. Кристоф основава „линията Франкенбург“, а брат му Зигмунд е основател на „линията Хохостервицер“.
През 1427 г. фамилията получава замък Бург Айхелберг над южния бряг на езерото Осойе/Осиахер. По-късно наследниците купуват замъка.
Кристоф става през 1525 г. щатхалтер на Ортенбург при Шпитал и така фамилията започва да се издига. През 1533 г. той се жени за богатата наследничка Елизабет Мансдорфер и чрез нея наследява големи собствености в Горна Каринтия, между тях дворците Зомерег и Ортенбург, железни предприятия в Айзентратен при Гмюнд, дворците Айхелберг, Ландскрон и Хохостервиц. Кристоф става военен министър в двора на крал Фердинанд I (1503 – 1564). През 1541 г. той става ландес-хауптман на Каринтия. Същата година кралят му дава замък Островика (Хохостервиц), прочутият замък играе важна роля в историята на Каринтия.
Кристоф Кевенхюлер-Айхелберг умира на 53 години на 3 април 1557 г. През 1763 г. правнуците му са издигнати на имперски князе.

## Фамилия
Първи брак: на 8 юли 1533 г. в замък Щрасбург за богатата наследничка Елизабет Мансдорфер (* 10 юни 1519, замък Ортенбург, Каринтия; † 22 юли 1541, Винер Нойщат), дъщеря на търговеца от Шпитал Ханс Мансдорфер и Урсула фон Росег. Тя умира на 22 години. Те имат децата:
- Урсула (* 12 октомври 1536, Шпитал; † юни 1558, Радовлжика), омъжена за фрайхер Мориц II фон Дитрихщайн († сл. 1564)
- Йохан VII/Ханс фон Кевенхюлер-Франкенбург (* 16 април 1538, Шпитал; † 8 май 1606, Мадрид), фрайхер на Айхелбург, издигнат на 19 юли 1593 г. на имперски граф на Франкенбург, императорски пратеник и 14 години посланик в испанския двор, неженен
- Бартоломеус Кевенхюлер I. (* 22 август 1539, Филах; † 16 август 1613, Шпитал), издигнат на имперски граф Кевенхюлер цу Франкенбург на 19 юли 1593 г., фрайхер на Ландскрон и Вернберг, 1606 г. имперски граф, дипломат, губернатор на Каринтия, женен I. на 5 февруари 1570 г. във Филах за Анна Граф фон Шеренберг и Голдег (* 28 август 1554; † 16 януари 1580, Клагенфурт), II. на 4 февруари 1582 г. за графиня Бланка Лудмила фон Турн и Валзасина (* ок. 1562; † 16 януари 1595), III. на 4 февруари 1596 г. в Клагенфурт за Регина фон Танхаузен (* 6 юни 1569, Грац; † сл. 8 юни 1624)
- Анна (* 16 юли 1541, Винер Нойщат; † 1573), омъжена за Ахац Парадайзерд

Втори брак: на 1 юни 1545 г. в Санкт Файт в Каринтия за Анна Мария фон Велц († 1564) от Австрия, дъщеря на граф Мориц IV фон Велц-Еберщайн, Файщриц и Шпигелфелд (1500 – 1555) и Мария Тенцл фон Трацберг (1506 – 1560). Те имат четири деца:
- Геновева Кевенхюлер (* 26 април 1547, Фрауенщайн; † 1573), омъжена на 7 февруари 1563 г. за Йохан Адам Йоргер цу Толет († сл. 6 юли 1593)
- Мария Кевенхюлер (* 4 октомври 1548, Клагенфурт), омъжена I. за фрайхер Бартоломаус Егкхер фон Егкх, II. за Фридрих Парадайзер
- Мориц Кристоф Кевенхюлер (* 24 ноември 1549, Филах; † 7 август 1596, Санкт Йохан в Понгау), господар на Патерниан и Зомерег, женен на 4 март 1576 г. в Грац за графиня Сибила фон Монфор († 1609), дъщеря на граф Якоб I фон Монфор-Пфанберг († 1572) и Катарина Фугер фон Кирхберг (1532 – 1585)
- Емеренция Кевенхюлер (* 1551)

Вдовицата му Анна Мария фон Велц се омъжва втори път на 2 март 1558 г. за фрайхер Якоб II фон Виндиш-Грец (* 1524; † 29 март 1577).